# Borough de Broxbourne
Le Borough de Broxbourne ( anglais : Borough of Broxbourne) est un district non métropolitain du Hertfordshire, en Angleterre. Son conseil de district siège à Cheshunt. Les autres villes principales du district sont Broxbourne, Hoddesdon et Waltham Cross.
Le Borough de Broxbourne a été créé le 1er avril 1974, par le Local Government Act de 1972. Il est issu de la fusion des districts urbains de Cheshunt et Hoddesdon.

## Source
- (en) Cet article est partiellement ou en totalité issu de l’article de Wikipédia en anglais intitulé « Borough of Broxbourne » (voir la liste des auteurs).